# Caleta Jambeli
Die Caleta Jambeli ist eine Nebenbucht der Discovery Bay von Greenwich Island im Archipel der Südlichen Shetlandinseln. Ihre Einfahrt liegt zwischen dem Orión Point und dem Canto Point.
Ecuadorianische Wissenschaftler benannten sie 1990 nach einem Archipel vor der Küste Ecuadors westlich der Stadt Machala.